# Anastassia Davídova
Anastassia Semiónovna Davídova (en rus: Анастасия Семёновна Давыдова) (Moscou, Unió Soviètica, 1983) és una nedadora de natació sincronitzada russa, guanyadora de cinc medalles olímpiques.

## Biografia
Va néixer el 2 de febrer de 1983 a la ciutat de Moscou, capital en aquells moments de la Unió Soviètica i capital actual de Rússia.
Ha estudiat Institut de política, economia i llei de Moscou.

## Carrera esportiva
Formant parella amb Anastassia Iermakova, va participar, als 21 anys, en els Jocs Olímpics d'Estiu de 2004 realitzats a Atenes (Grècia), on aconseguí guanyar la medalla d'or en les proves de parella i en la prova d'equips. En els Jocs Olímpics d'Estiu de 2008 realitzats a Pequín (Xina) tornà a revalidar els dos títols olímpics aconseguits a Atenes.
En els Jocs Olímpics d'Estiu de 2012 celebrats a Londres (Regne Unit) va participar únicament en la prova per equips, amb la qual revalidà el seu títol olímpic.
Al llarg de la seva carrera ha guanyat catorze medalles en el Campionat del Món de natació, entre elles tretze medalles d'or i una medalla de plata.